# Urgell
Urgell thời đại (phát âm tiếng Catalunya: [uɾˈʒeʎ]), còn được gọi là Baix Urgell (baix có nghĩa là "thấp hơn", trái ngược với Alt Urgell "Cao hơn Urgell"), là một comarca (quận) ở Catalonia, Tây Ban Nha, chỉ hình thành một phần biên giới của khu vực được gọi là Urgell, một trong những  quận của Catalan.

## Các đô thị
Dân số năm 2001.
- Agramunt - 4.759
- Anglesola - 1.219
- Belianes - 586
- Bellpuig - 4.088
- Castellserà - 1.103
- Ciutadilla - 220
- La Fuliola - 1.230
- Guimerà - 365
- Maldà - 271
- Nalec - 101
- Els Omells de na Gaia - 152
- Ossó de Sió - 239
- Preixana - 423
- Puigverd d'Agramunt - 253
- Sant Martí de Riucorb - 699
- Tornabous - 796
- Tàrrega - 12.848
- Vallbona de les Monges - 268
- Verdú - 1.004
- Vilagrassa - 402